# Will.i.am
William James Adams, Jr. (Los Angeles, Kalifornija, 15. ožujka 1975.), poznatiji pod svojim scenskim imenom will.i.am, američki je glazbenik i producent. Zajedno s Fergie, apl.de.apom i Taboom član je sastava Black Eyed Peas. Osnovao ga je zajedno s apl.de.apom 1995. godine, nakon raspada sastava Atban Klann.

## Životopis

### Rani život
Will.i.am rođen je 15. ožujka 1975. u Los Angelesu u Kaliforniji. Podrijetlom je Jamajčanin. Njegov otac, William Adams, Sr. nije bio uz njega veći dio njegovog djetinjstva. Majka ga je poticala da bude jedinstven i da se ne konformira s ostalom mladeži iz geta. Glazbenu karijeru započeo je već u srednjoj školi, gdje je postao dobar prijatelj s Allanom Lindom aka apl.de.apom. Njih dvojica su osnovali sastav, te su s vremenom održavali koncerte u istočnom Los Anglelesu. Will se bavio repom, dok se apl.de.ap bavio break-danceom. Ubrzo su zapeli za oko comptonskog repera Eazy-E-a.

### Glazbena karijera
Repom se počeo baviti 1991. godine pod umjetničkim imenom "Will-1X". Njegov talent otkrio je član skupine N.W.A. Eazy-E. Prva pjesma mu se zvala "Merry Muthafuckin' Xmas", a objavljena je u izdanju Ruthless Recordsom. Sljedeće godine napušta Ruthless Records i zajedno s apl.de.apom osniva sastav Atban Klann. Sastav je postojao sve do 1995. kada njih dvojica osnivaju Black Eyed Peas. Godine 2001. producira Flo Ridin debitanstki album Mail on Sunday te izdaje svoj debitantski album Lost Change. Iste se godine pojavljuje i na Usherovom albumu Here I Stand. Godine 2003. izdaje svoj drugi studijski album pod imenom Must B 21. Tijekom rujna 2007. potpisuje ugovor za diskografsku kuću Universal Music Group i izdaje svoj treći studijski album Songs About Girls. Iste godine kreirao je sastav Paradiso Girls koji će svoj debitantski album izdati tijekom 2009. Godine 2008. producira reizdanje albuma Thriller Michaela Jacksona pod imenom Thriller 25.

### Filmska karijera
Zajedno s ostalim članovima Black Eyed Peasa sudjelovao je u reklamama "Instant Def" za Snickers. Godine 2009. posudio je glas u filmu Madagaskar 2. Iste godine glumio je Johna Wraitha u filmu X-Men početak: Wolverine. Glumio je i u NBC-evoj drami Dodir s neba kao Bog.

### Moda
Prije nego što je postao član Black Eyed Peasa pohađao je Fashion Institute of Design & Merchandising u Los Angelesu. Godine 2001. počeo se baviti dizajniranjem svoje vlastite linije odjeće po imenom i.am koja je prvi puta prikazana javnosti 2005. godine Dvije godine kasnije izdaje modnu liniju i.am Antik. Tijekom 2009. dizajnirao je odjeću za ostale članove Black Eyed Peasa.

### Politička aktivnost
Tijekom siječnja 2008. napisao je pjesmu pod imenom "Yes We Can" u svrhu podupiranja predsjedničke kampanje Baracka Obame. Tekst pjesme većinom prati Obamin govor održan 8. siječnja 2008. U spotu koji je režirao Jesse Dylan pojavljuju se mnoge druge zvijezde. 29. veljače iste godine objavljuje drugi video pod imenom "We Are the Ones" u kojem se također pojavljuje mnogo poznatih izvođača. U videu oni kreiraju oblik slova O-BA-MA. Krajem 2008. objavljuje video "It's a New Day" u kojem opisuje događaje koji su doveli do prvog afroameričkog predsjednika. U čast inaguracije predsjednika Obame snimio je domoljubni video "America's Song".

### Kontroverze
Dana 22. lipnja 2009. bloger Perez Hilton optužio ga je za napad u Torontu nakon MuchMusic video nagrada te je objavio video na svom blogu u kojem poziva svoje obožavatelje da prijave willa policiji. Kao odgovor na to, will.i.am je na svom blogu objavio poruku:
»Nisam te želio udariti. U biti nisam ni želio biti nepristojan prema tebi. Super je imati svoje mišljenje, ali čovječe ovo je izmaklo kontroli. U autu sam čekao policiju koju si ti pozvao preko Twittera. Izgledalo je kao da netko želi privući pažnju na sebe. To što si ti učinio ponovno pokazuje da ne poštuješ mene i sve što zastupam. To što si rekao su laži i nikako nije istina. Sram te može biti, tebe i tvoje ponašanje.«
Liborio Molina, 36-godišnji Kalifornijac, optužio ga je za napad. Od tog incidenta ima veliku potporu drugih zvijezda kao što su John Mayer, Josh Duhamel, Kelly Clarkson, Jimmy Kimmel, Zac Efron i Breckin Meyer.

## Vanjske poveznice
- Službena stranica  Arhivirana inačica izvorne stranice od 22. rujna 2007. (Wayback Machine) (engl.)
- will.i.am u internetskoj bazi filmova IMDb-u (engl.)